# 准太上天皇
准太上天皇，是被特許擁有太上天皇待遇的日本皇族。
在源氏物语中，男主角光源氏實際上應為太上天皇（「太上天皇になずらふ御位」），因為他擁有具體的地位和称号，而被後世誤解為本不存在的「准太上天皇」（「じゅんだいじょうてんのう」）。譯為「獲得太上天皇待遇」（「太上天皇に准ず」/「太上天皇になずらふ」）方為正確。
准太上天皇在歷史上首個實例是敦明親王在寛仁元年（1017年）辭去太子之位而獲小一条院的院号和與太上天皇一樣的官職推薦權和敘任權，是唯一一個與太上天皇有相同的院廳設置的准太上天皇，而准太上天皇的設立與其相關的待遇和權力是可有可無的。
由此而言，女院意味著擁有與太上天皇或准太上天皇相當地位和待遇的女性。在正曆2年（991年），東三條院藤原诠子成為日本歷史上第一名女院。由於東三條院是一條天皇的生母，但出家後東三條院失去了皇太后宮職（照料服侍皇太后的政府機關）的服侍，為了讓東三條院在出家後仍能享有一如往昔的生活與服侍，故而設立了比三宮（皇后、皇太后、太皇太后）地位更高的「女院」。然而，由於原來作為皇帝母親的優待的女院地位的待遇要求，隨著時間的推移，變得逐漸多元化，此後並非所有的女院都能得到與太上天皇或准太上天皇相當的待遇。

## 參照
- 太上天皇
- 太上法皇
- 女院
- 准三宮（准三后、准后）
- 光源氏
- 敦明親王
- 光嚴天皇：於建武新政期间也得到同樣位號。[2]

## 延伸閲讀
- 橋本義彦《女院的重要意义和沿革》、《平安貴族》，平凡社〈平凡社选书〉，1986年 （昭和61年）
- 山中裕《源氏物语的历史研究》，思文阁出版，1997年（平成9年）
- 繁田信一《貴族互相爭鬥》，柏書房，2005年（平成17年）